# Progress MS-11
Progress MS-11 (rusă Прогресс МC-11), identificată de NASA drept Progress 72 sau 72P, este o navă spațială Progress utilizată de Agenția Federală Spațială Rusă pentru a reaproviziona Stația Spațială Internațională. 

## Lansare
Progress MS-11 a fost lansat la 4 aprilie 2019  de la Cosmodromul Baikonur din Kazahstan, la bordul unei rachete Soyuz-2.1a . 

## Andocare
Progress MS-11 a andocat folosind portul de andocare al modulului Pirs la doar 3 ore și 22 de minute de la lansare. 

## Încărcătură
Progress MS-11 a transportat circa 2450 kg de mărfuri și bunuri către Stația Spațială Internațională. Nava spațială a livrat alimente, combustibil și provizii, inclusiv 705 kg de combustibil propulsor, 50 kg de oxigen și aer și 420 kg de apă. 